# Karin Lissel
Karin Lissel (* 25. Mai 1987) ist eine ehemalige schwedische Fußballspielerin.

## Werdegang
Lissel begann mit dem Fußballspielen bei Forssa BK. Über den Zweitligisten Ornäs BK, für den sie vier Spielzeiten auflief, stieß sie vor der Spielzeit 2008 zu Hammarby IF. In der Damallsvenskan etablierte sie sich auf Anhieb als Stammspielerin, woraufhin sie in der folgenden Spielzeit erstmals in die schwedische U-23-Auswahl berufen wurde. Nachdem sich Stina Segerström verletzt hatte, berief Nationaltrainer Thomas Dennerby sie im Sommer 2009 als Ersatz in die schwedische A-Nationalmannschaft. Am 19. Juli feierte sie beim 2:0-Erfolg über die chinesische Nationalmannschaft im Vorbereitungsspiel für die Europameisterschaft 2009 ihr Debüt im Nationaljersey. Zunächst gehörte sie nicht zum endgültigen Kader für das Endturnier. Nach der verletzungsbedingten Absage von Linda Sembrant rückte sie jedoch am 14. August nach. Nach drei Jahren bei Tyresö FF kehrte sie den Verein Ende 2013 den Rücken.  Die Abwehrspielerin debütierte 2008 in der Damallsvenskan und beendete im Januar 2014 ihre aktive Karriere, um sich auf ihr Studium zu konzentrieren.